# لوری استرود
لوری استرود (انگلیسی: Laurie Strode) شخصیت تخیلی در هالووین است که توسط جیمی لی کرتیس ایفا شده‌است.